# Massila walkeri
Massila walkeri är en insektsart som beskrevs av George Willis Kirkaldy 1906. Massila walkeri ingår i släktet Massila och familjen Flatidae. Inga underarter finns listade i Catalogue of Life.